# Svante
Svante ist ein seit dem 15. Jahrhundert vor allem in Schweden gebräuchlicher männlicher Vorname.

## Herkunft und Bedeutung
Es handelt sich entweder um eine Kurzform des slawischen Namens Svantepolk/Swantopolk, der sich aus den Elementen sv'ato  „heilig“ und polk „Volk, Menschen“ zusammensetzt, oder um eine Koseform von Sven, mit der Bedeutung „Junge, junger Mann“.

## Namenstag
- 10. Juni

## Varianten
- Swante (schwedisch)
- Svantte (finnisch)
- Vante (finnisch)
- Vantte (finnisch)

## Namensträger
- Svante Arrhenius (1859–1927), schwedischer Physiker und Chemiker
- Svante Domizlaff (* 1950), deutscher PR-Berater und Publizist
- Svante Ingelsson (* 1998), schwedischer Fußballspieler
- Svante Kohala (* 1998), schwedischer Rennrodler
- Svante Pääbo (* 1955), schwedischer Paläogenetiker und Nobelpreisträger
- Svante Rasmuson (* 1955), schwedischer Moderner Fünfkämpfer
- Svante Schöblom (* 1942), schwedischer Möbeldesigner und Vertreter des Skandinavischen Designs
- Svante Stockselius (* 1955), schwedischer Journalist und Fernsehproduzent
- Svante Elis Strömgren (1870–1947), schwedisch-dänischer Astronom
- Svante Sture (1460–1512), schwedischer General
- Svante Stensson Sture (1517–1567), schwedischer Staatsmann
- Svante Thunberg (* 1969), schwedischer Schauspieler, Produzent und Autor
- Svante Thuresson (1937–2021), schwedischer Jazz- und Pop-Sänger

### Kunstfigur
- Svante Svantesson, bürgerlicher Name von Lillebror aus Astrid Lindgrens Karlsson vom Dach.
- Svante Hagström, Names des Bruders der Protagonistin in Astrid Lindgrens Roman Britt-Mari erleichtert ihr Herz.